# Кільядиярова Флюра Ахметшеївна
Флюра Ахметшеївна Кільядиярова (башк. Флүрә Әхмәтша ҡыҙы Килдейәрова; нар. 15 січня 1952, Ільчигулово, Учалинський район, Башкирська АРСР) — радянська та російська оперна співачка (сопрано), Народна артистка Російської Федерації (2002) та Башкирської АРСР (1989), Заслужена артистка Російської Федерації (1995).

## Біографія
У 1981-1989 роках — солістка Башкирського державного театру опери та балету, з 1989 року солістка Башкирської державної філармонії. Викладає курс «Народна пісня» в Уфимській державній академії мистецтв.
Основні партії: Аміна, Харисес («Салават Юлаєв», «Посли Уралу» З.Г. Ісмагілова), Жінка («Чорні води» С.А. Нізамутдінова), Марфа («Царська наречена» М.А. Римського-Корсакова).
Знаменита виконавця башкирських пісень узун-кюй (озон-кюй). Стала відомою реконструкцією кюю «Буранбай», що традиційно виконується чоловіками.
Відкрила для широкої публіки пісенні варіації кубаїра «Урал-батир» - «Старий «Урал» і «Короткий «Урал».
Лауреат Всеросійського конкурсу виконавців народної пісні (Ленінград, 1979), республіканського конкурсу молодих співаків ім. Г. С. Альмухаметова (1974).
Удостоєна Республіканської премії імені Салавата Юлаєва (1985) "за виконання та пропаганду народних пісень".
Член-кореспондент Петровської Академії наук РФ.